# Cantó de La Paliça
El cantó de La Paliça és un cantó francès del departament de l'Alier, situat al districte de Vichèi. Té 15 municipis i part del de La Paliça.

## Municipis
- Andelaroche
- Arfuelha
- Barrais-Bussolles
- Bilhasés
- Lo Bruelh
- Châtelus
- Droiturier
- Isserpent
- La Paliça
- Périgny
- Saint-Christophe
- Saint-Étienne-de-Vicq
- Saint-Pierre-Laval
- Saint-Prix
- Servilly

## Història
| Data d'elecció                           | Identitat             | Partit        | Qualitat |
| ---------------------------------------- | --------------------- | ------------- | -------- |
| 1974-1982                                | Jean Daumur           | PS            |          |
| 1983-2001                                | Bernard Le Provost    | Divers droite |          |
| 2001-2008                                | Dominique Chassenieux | PRG           |          |
| 2008-                                    | Jacques de Chabannes  | PRG           |          |
| les dades anteriors no són pas conegudes |                       |               |          |
|                                          |                       |               |          |

## Demografia
| 1962   | 1968   | 1975   | 1982  | 1990  | 1999  | 2007  |
| ------ | ------ | ------ | ----- | ----- | ----- | ----- |
| 10.402 | 11.219 | 10.411 | 9.827 | 9.786 | 9.182 | 9.078 |